# Amyema scheffleroides
Amyema scheffleroides är en tvåhjärtbladig växtart som beskrevs av B.A. Barlow. Amyema scheffleroides ingår i släktet Amyema och familjen Loranthaceae. Inga underarter finns listade i Catalogue of Life.